# Patatis cojonariis

La Patatis cojonariis est une production locale traditionnelle de pommes de terre, cultivée en Italie dans la région du Frioul-Vénétie Julienne.
Elle bénéficie de l'appellation « Produits agroalimentaires traditionnels » (PAT), appellation italienne qui n'est pas reconnue au niveau européen.
Synonymes : patatis di Vidiel, cartufulis cojonariis, patate colonarie, patate topo.

## Variété
La variété de pomme de terre concernée est une variété locale traditionnelle, précoce.
C'est une plante de taille relativement limitée, à port dressé dans sa première phase de croissance, devenant étalé par la suite.
La floraison, à petites fleurs violette, est rare.
Les tubercules, de taille réduite, aux yeux superficiels, ont une forme réniforme allongée, une peau fine de couleur jaune paille et une chair jaune. 
L'origine de cette variété est inconnue, mais elle présente des affinités avec une variété traditionnelle du Piémont, la patata del Bur, ou patata del Bec, qui serait une forme (écotype) de la Ratte française.  

## Aire de production
L'aire de production de la Patatis cojonariis s'étend dans les provinces d'Udine, Gorizia et Pordenone, aussi bien en plaine que dans les zones collinaires et montagneuses.
La production est très limitée, et pratiquée surtout dans les jardins familiaux et par quelques agriculteurs avec des méthodes culturales entièrement manuelles.
Les tubercules, vendus plus de cinq fois plus cher que les pommes de terre « normales », ne se trouvent que chez certains commerces locaux ou, notamment, à la foire annuelle à la pomme de terre de Ribis, hameau de la commune de Reana del Rojale (Udine) qui se tient à la fin du mois de septembre, et qui est toutefois principalement destinée à la promotion des Patate di Ribis e Godia.